# Графский пруд (Санкт-Петербург)
Графский пруд, или Графский, — пруд на территории парка усадьбы Орловых-Денисовых в историческом районе Санкт-Петербурга — Коломяги. С северо-западной стороны вдоль пруда проходит Главная улица, с юго-восточной — Берёзовая улица. Южную оконечность пруда пересекает Никитинский мост-плотина, по которому пролегает 1-я Никитинская улица.
На берегу пруда стоит усадьба графа Орлова-Денисова. Пруд располагается на земле принадлежащей городу и, в отличие от парка и усадьбы, не находится в собственности у дочерней структуры холдинга «СУ-155».
Графский пруд, будучи одной из достопримечательностей Коломяг, является популярным местом отдыха.